# Ligne Kotohira
La ligne Kotohira (琴平線, Kotohira-sen) est une ligne ferroviaire de la compagnie Kotoden située dans la préfecture de Kagawa au Japon. Elle relie la gare de Takamatsu-Chikkō à Takamatsu à la gare de Kotoden-Kotohira à Kotohira.

## Histoire
La ligne est ouverte le 21 décembre 1926 entre Ritsurin-Kōen et Takinomiya. Elle est prolongée à Kotohira (aujourd'hui Kotoden-Kotohira) le 15 mars 1927 et à Takamatsu (aujourd'hui Takamatsu-Chikkō) le 22 avril de la même année.

## Caractéristiques

### Ligne
- longueur : 32,9 km
- écartement des voies : 1 435 mm
- électrification : 1 500 Vcc par caténaire
- nombre de voies :
  - double voie de Takamatsu-Chikkō à Ritsurin-Kōen et de Sanjō à Ōta
  - voie unique le reste de la ligne

### Liste des gares
La ligne comporte 22 gares. 
| Numéro | Gare                        | Nom japonais            | Distance (km) | Correspondances                                      | Localisation |
| ------ | --------------------------- | ----------------------- | ------------- | ---------------------------------------------------- | ------------ |
| K00    | Takamatsu-Chikkō            | 高松築港                | 0             | JR Kyushu : Kōtoku, Seto-Ōhashi, Yosan (à Takamatsu) | Takamatsu    |
| K01    | Kataharamachi               | 片原町                  | 0,9           |                                                      | Takamatsu    |
| K02    | Kawaramachi                 | 瓦町                    | 1,7           | Kotoden : Nagao (interconnexion), Shido              | Takamatsu    |
| K03    | Ritsurin-Kōen               | 栗林公園                | 2,9           |                                                      | Takamatsu    |
| K04    | Sanjō                       | 三条                    | 3,9           |                                                      | Takamatsu    |
| K04A   | Fuseishi                    | 伏石                    | 5,0           |                                                      | Takamatsu    |
| K05    | Ōta (ja)                    | 太田                    | 6,2           |                                                      | Takamatsu    |
| K06    | Busshōzan                   | 仏生山                  | 8,0           |                                                      | Takamatsu    |
| K07    | Kūkō-dōri                   | 空港通り                | 9,0           |                                                      | Takamatsu    |
| K08    | Ichinomiya                  | 一宮                    | 10,0          |                                                      | Takamatsu    |
| K09    | Enza                        | 円座                    | 11,2          |                                                      | Takamatsu    |
| K10    | Okamoto                     | 岡本                    | 13,8          |                                                      | Takamatsu    |
| K11    | Kazashigaoka                | 挿頭丘                  | 15,0          |                                                      | Ayagawa      |
| K12    | Hatada                      | 畑田                    | 15,8          |                                                      | Ayagawa      |
| K13    | Sue                         | 陶                      | 18,3          |                                                      | Ayagawa      |
| K14    | Ayagawa (Aeon mall Ayagawa) | 綾川 (イオンモール綾川) | 19,8          |                                                      | Ayagawa      |
| K15    | Takinomiya                  | 滝宮                    | 20,7          |                                                      | Ayagawa      |
| K16    | Hayuka                      | 羽床                    | 22,8          |                                                      | Ayagawa      |
| K17    | Kurikuma                    | 栗熊                    | 24,6          |                                                      | Marugame     |
| K18    | Okada                       | 岡田                    | 27,2          |                                                      | Marugame     |
| K19    | Hazama                      | 羽間                    | 29,1          |                                                      | Mannō        |
| K20    | Enai                        | 榎井                    | 31,6          |                                                      | Kotohira     |
| K21    | Kotoden-Kotohira            | 琴電琴平                | 32,9          | JR Kyushu : Dosan (à Kotohira)                       | Kotohira     |